# Кафе-шантан

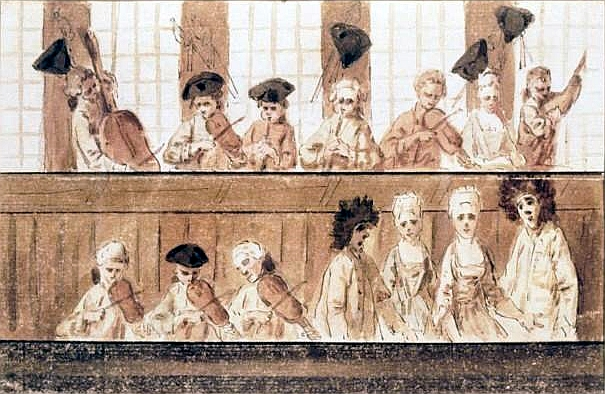
Первое кафе-шантан было основано в 1789 году на Елисейских полях — (рисунок тушью из коллекции Ипполита Дестальера).

Кафе́-шанта́н (фр. Café-chantant; букв. «Поющее кафе»), café-concert или caf’conc — тип музыкального заведения, связанного с Прекрасной эпохой во Франции в период истории между семидесятыми годами XIX века и 1914 годом. Это были кафе с открытой сценой; здесь исполнялись популярные песенки, в том числе пошлого, непристойного характера, но, в отличие от традиции кабаре, не политического и не конфронтационного содержания, а посетители имели возможность танцевать. Новые развлекательные заведения вначале были популярны во Франции, откуда распространились в соседние страны. 
Хотя определение во многом совпадает с понятиями кабаре, мюзик-холл и водевиль, кафе-шантан изначально было заведением  под открытым небом, где небольшие группы исполнителей или одиночки исполняли популярную музыку для публики.

## Национальные вариации

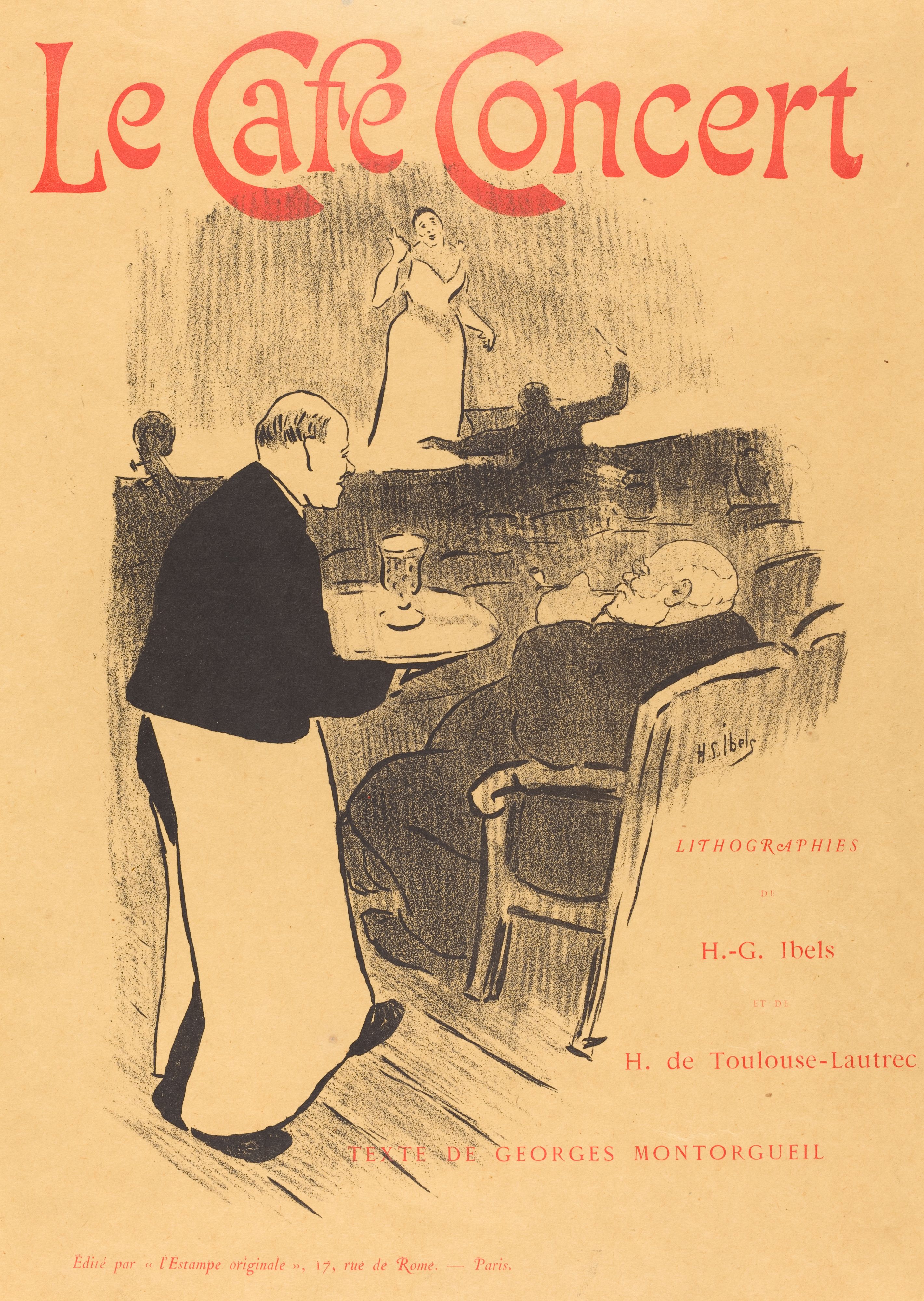
Le Café Concert, Анри-Габриэль Ибельс, иллюстрированная обложка книги Ибельса и Тулуз-Лотрека, 1893 г. — заказчик — Франсиск Сарси.

Традиция таких заведений в качестве места для музыкальных выступлений берёт своё начало в Париже и Лондоне XVIII века.
Такие заведения приобрели наибольшую популярность в конце XIX и начале XX веков с ростом различных других национальных «школ» кафе-шантан (помимо французской). Таким образом, говорили об итальянском, немецком или австрийском кафе-шантане. Например, по крайней мере одно помещение викторианской эпохи в Англии было известно как кафе-шантан. Одними из самых известных исполнителей в этой среде были скрипач Жорж Буланже, выступавший в этом стиле с 1910 по 1958 год, и певица Горелла Гори или Заира Эрба в 1963 году.
В Испании такое заведение было известно как cafe cantante и стало центром профессиональных представлений фламенко с середины XIX века до 1920-х годов.
Cafés chantants были известны как kafeşantan на турецком языке, и многие из них были открыты в районе Beyoğlu/Péra в Стамбуле в первые годы XX века. Они очень подробно описаны в мемуарах таких авторов, как Ахмед Расим и Сермет Мухтар Алус. Более ранние версии kafeşantan, известные как kahvehane на турецком языке, появились в Стамбуле во времена Османской империи еще в 1554 году. Сотни из них были открыты постоянно, большинство из них со статусом социального клуба.

### В России
В Российской Империи этот термин целиком перешёл в русский язык как «кафе-шантан». 
Наиболее известна своими кафе-шантанами была Одесса. В Киеве пользовалось популярностью кафе-шантан Шато-де-Флёр (1863—1917). В 1896 году Шарль Омон открыл кафе-шантан в Москве.

### Сбор средств на избирательное право женщин и другие вариации
В XX веке мероприятия кафе-шантан проводились по всей Великобритании женским избирательным движением, чтобы собрать своих сторонников и собрать средства. Организация музыкальных и других представлений, проводимых движением, должна была соответствовать высоким стандартам (и вряд ли быть рискованной, хотя и нетрадиционной), так что сбор средств таким образом был успешным. Начавшись в одном месте, и затем распространившись по всей Шотландии, этот тип сбора средств возглавила в 1908 году Джесси М. Сога. Программа лондонского кафе-шантана включает в себя разнообразные представления, начиная от музыки и разговорного жанра и заканчивая ясновидением и джиу-джитсу.
До этого в 1900 году в Эдинбурге суфражистка Элис Лоу и актёр организовали мероприятие Те и Кафе Шантан, чтобы собрать деньги для патриотического фонда шотландских солдат. Позднее аналогичное мероприятие для фонда комфорта военнопленных было организовано «чайным комитетом» в Лимингтон-Спа во время Первой мировой войны в 1916 году.

## В литературе
«Le Café Concert» — книга, опубликованная L'Estampe originale в 1893 году, о французских заведениях того времени. Книга содержит текст Жоржа Монторгейля. Он проиллюстрирован многочисленными литографиями Тулуз-Лотрека и Анри-Габриэля Ибельса, на которых в основном изображены известные исполнители или клиенты тогдашней парижской сцены.
Название Cafe Chantant появляется в:
- Араби, рассказ Джеймса Джойса (написан около 1904-1905 гг .; опубликован в 1914 г. в Dubliners)[20];
- Человек, который был четвергом: кошмар, Г. К. Честертон (опубликовано в 1908 г.)[21];
- Будденброки Томаса Манна (опубликовано в 1901 г.)[22];
- Воскресенье Жана Дезерта, Жан де Ла Виль де Мирмон (опубликовано в 1914 г.)[23];
- «Писательница» (Из воспоминаний редактора)[24], Влас Михайлович Дорошевич.